# 青衣 (电视剧)

电视剧海报

《青衣》是2003年首播的中国大陆电视剧，共20集，讲述三代京剧青衣演员的人生故事，2002年改编自毕飞宇的同名中篇小说，张纪中为制片人，康洪雷、陈枰为导演。

## 演员名单
- 徐　帆 饰 筱燕秋
- 傅　彪 饰 面　瓜
- 潘　虹 饰 柳如云
- 李明启 饰 面瓜母
- 李　倩
- 梁冠华